# Trio pour piano, violon et violoncelle (Ropartz)
Pour les articles homonymes, voir Trio pour piano, violon et violoncelle (homonymie).
Le Trio pour piano, violon et violoncelle en la mineur est une œuvre de musique de chambre de Guy Ropartz. Composé en 1918 et dédié à Pierre de Bréville, ami du compositeur, il est créé la même année et publié chez Durand.

## Analyse de l'œuvre
1. Modérément animé: Forme sonate à deux thèmes, le premier est exposé par le violoncelle, le deuxième thème est en fa majeur.
2. Vif: Scherzo en ut mineur sur un thème folklorisant suivi d'un trio médian très ouvragé.
3. Mouvement lent en fa majeur dans un sentiment recueilli attaca.
4. Finale en la majeur qui reprend le thème du premier mouvement suivi d'un motif en sol bémol majeur. Développement varié par séquences, réexposition puis coda en forme de fanfare.

## Source
- François-René Tranchefort dir. guide de la musique de chambre, éd.Fayard p.743  (ISBN 2-213-02403-0)